# 长丝鰕虎鱼
长丝鰕虎鱼（学名：Cryptocentrus filifer）为鰕虎鱼科丝鰕虎鱼属的鱼类，俗名丝虎鱼。分布于新加坡、印度尼西亚、北至朝鲜、日本以及沿海等。该物种的模式产地在印度。